# Kàmixevka (Bélgorod)
|  | Per a altres significats, vegeu «Kàmixevka». |

Kàmixevka - Камышевка (rus) - és un poble de l'óblast de Bélgorod, a Rússia. El 2010 tenia 45 habitants. Pertany al districte (raion) de Prókhorovka.